# Машталір Сергій Сергійович
Сергій Сергійович Машталір (нар. 20 серпня 1998) — український футболіст, атакувальний півзахисник клубу «Вікторія».

## Життєпис
Вихованець СДЮШОР «Ужгород», в якій займався до 2015 року. Першим дорослим клубом Сергія став «Середнє», у футболці якого Машталір 2015 року грав у чемпіонаті Закарпатської області. Напередодні старту сезону 2015/16 років перебрався в головну команду області, «Говерлу», але в складі ужгородського клубу виступав переважно за юніорську (U-19) команду, також провів 6 матчів за молодіжний склад «Говерли». У 2016 році повернувся в «Середнє», але вже незабаром опинився в ужгородському «Спартакусу».
У 2017 році перейшов до «Миная», який виступав в чемпіонаті Закарпатської області. Сезон 2017/18 років відіграв разом з командою в аматорському чемпіонаті України (8 матчів, 1 гол), якому допоміг дістатися до 1/4 фіналу турніру. З 1 квітня 2018 році знову грав за «Середнє».
6 травня 2018 року уклав договір з «Ужгородом». У футболці команди з однойменного міста дебютував 27 липня 2019 року в переможному (3:1) виїзному поєдинку 1-о туру групи «А» Другої ліги проти чернівецької «Буковини». Сергій вийшов на поле в стартовому складі та відіграв увесь матч, а на 9-й хвилині відзначився дебютним голом на професіональному рівні. У складі «Ужгорода» виступав у першій частині сезону 2019/20 років, за цей час у Другій лізі зіграв 20 матчів (5 голів), ще 1 поєдинок провів у кубку України.
15 червня 2020 року повернувся до «Миная». У складі нової команди вперше зіграв 24 червня 2020 року в програному (0:1) виїзному поєдинку 1-о туру Першої ліги України проти кременчуцького «Кременя». Машталір вийшов на поле на 75-й хвилині, замінивши Андрія Ткачука. Дебютним голом за «Минай» відзначився 15 липня 2020 року на 87-й хвилині переможного (2:0) виїзного поєдинку 24-го туру Першої ліги проти волочиського «Агробізнеса». Сергій вийшов на поле на 24-й хвилині, замінивши Олега Голодюка. Загалом до кінця сезону 2019/20 зіграв у 6 іграх чемпіонату і одній у кубку і допоміг команді посісти перше місце та вперше в історії вийти до Прем'єр-ліги. Втім зігравши на початку сезону 2020/21 лише одну гру у кубку, у жовтні 2020 року Машталір повернувся до друголігового «Ужгорода».
З 6 лютого 2022 року — гравець клубу «Поділля».